# Monóvar
Monóvar község Spanyolországban, Alicante tartományban. Lakosainak száma 12 764 fő (2024). Monóvar Villena, Salinas, Elda, Novelda, La Romana, Pinoso és Algueña községekkel határos.

## Népesség
A település lakosságának változását az alábbi diagram mutatja:
| Lakosok száma | 11 916 | 12 624 | 12 841 | 13 060 | 12 873 | 12 460 | 12 272 | 12 167 | 12 188 | 12 764 |
|               | 2001   | 2004   | 2006   | 2009   | 2011   | 2014   | 2016   | 2019   | 2021   | 2024   |